# Абд аль-Малік ібн Марван
Абд аль Малі́к ібн Марван, Абдул-Малік ібн Мерван, араб. عبد الملك بن مروان (646 чи 647 — †705) — 5-й халіф (з 685) з династії Омеядів. В 685 році успадкував престол після смерті свого батька Марвана I.
Абд аль Малік придушив виступи Абдаллах ібн аз-Зубейра в Мецці та його прихильників в Іраку (685—692), Амра ібн Саїда аль Ашдака в Дамаску (689), Абдаррахмана ібн аль Ашаса в Ірані (700—702), а також народне повстання харіджитів в Іраку (692—697).

## Біографія
Абд аль-Малік здійснив такі реформи:
- ввів арабську мову в канцеляріях замість грецької та середньоперської,
- розпочав карбування монет нового зразка з арабськими написами (до нього монети карбувалися за візантійськими та сасанідськими трафаретами).
- провів адміністративну реформу, поділивши халіфат на 5 великих намісництв, що звалися вілаят (перше або східне охоплювало Нижню Месопотамію, Фарс, Хорасан, Мавераннахр; друге або західне — Іфрікію (Північну африку) та аль-Андалус; третє або північне — Кілікію, Верхню Месопотамію, Вірменію Кавказьку Альбанію та Іберію; четверте — Єгипет; п'яте або південне — Аравійський півострів, Палестину й Сирію). В свою чергу вілаяти поділялися на провінції (кур).

- у 691—692 роках збудував Купол Скелі на місці колишнього юдейського Другого Єрусалимського храму, знищеного римлянами після облоги Єрусалима в 70 році.